# Pilar Lorengar
Pilar Lorengar (Saragoça, 16 de janeiro de 1928 - Berlim, 2 de junho de 1996), nome artístico de Pilar Lorenza García, foi uma soprano espanhola.
Especialista na ópera de Mozart, atuou nas principais cidades do mundo, bem como nos festivais de Glyndebourne e de Salzburgo.